# 2020年東京オリンピック・パラリンピックの会場

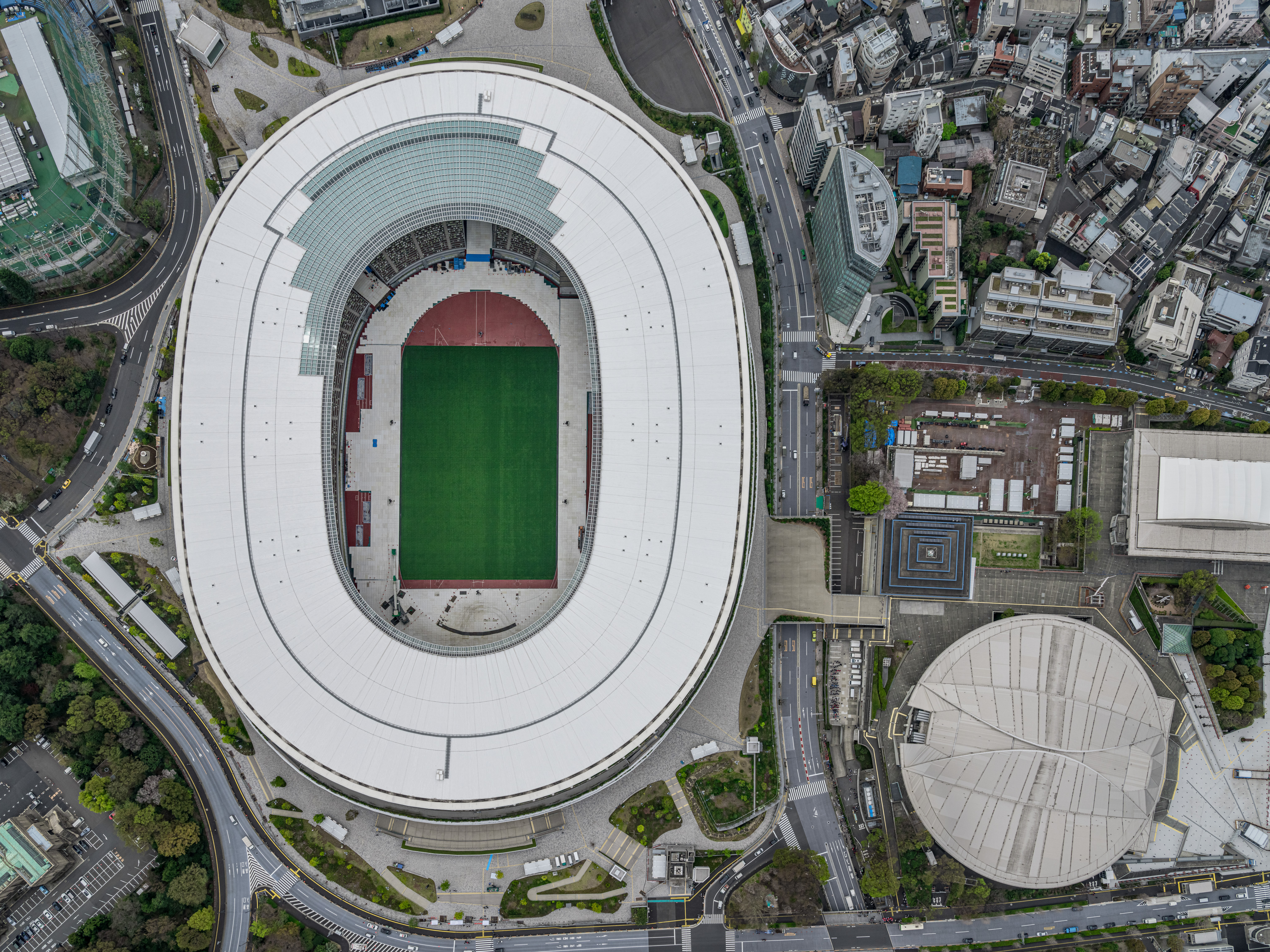
開閉会式が行われるオリンピックスタジアム。隣接して東京体育館（右下）。

2020年東京オリンピック・パラリンピックの会場（2020ねんとうきょうオリンピック・パラリンピックのかいじょう）では、東京2020オリンピック・パラリンピック競技大会の会場について記載する。選手村を起点として、都心に近接する「ヘリテッジゾーン」と臨海エリアの「東京ベイゾーン」の2つのゾーンから構成されている。
大会招致時のコンセプトとして「都市の中心で開催するコンパクトな大会」が掲げられ、東京都心に近い選手村から8キロメートル圏内に、約9割の競技会場を集中させる計画となっていた。後に、持続可能性に配慮して開催都市の負担軽減などを優先するオリンピックの中長期改革案『アジェンダ2020』が採択されたこともあり、より広域な会場配置となった。

## 競技会場

### ヘリテッジゾーン
ヘリテッジゾーンは、日本武道館や国立代々木競技場などの1964年東京オリンピックでも使用された既存施設を継承するエリアである。開閉会式の会場であるオリンピックスタジアムは、1964年大会でメインスタジアムとなった国立競技場の改築によって建てられた。マラソンはオリンピックスタジアムを発着点とし、浅草寺、歌舞伎座、東京タワー、皇居など東京の名所を巡る広域コース、競歩は皇居外苑の周回コースで計画されたが、オリンピックのマラソンと競歩は札幌に会場変更となった。
| 競技会場                                                   | 競技                                                                                         | 競技                              | 収容人数 |
| 競技会場                                                   | オリンピック                                                                                 | パラリンピック                    | 収容人数 |
| ---------------------------------------------------------- | -------------------------------------------------------------------------------------------- | --------------------------------- | -------- |
| オリンピックスタジアム Olympic Stadium                     | 陸上競技、サッカー（決勝）、式典（開会式 / 閉会式）                                          | 陸上競技、式典（開会式 / 閉会式） | 68,000   |
| 東京体育館 Tokyo Metropolitan Gymnasium                    | 卓球                                                                                         | 卓球                              | 7,000    |
| 国立代々木競技場 Yoyogi National Stadium                   | ハンドボール                                                                                 | バドミントン、車いすラグビー      | 10,200   |
| 日本武道館 Nippon Budokan                                  | 柔道、空手                                                                                   | 柔道                              | 11,000   |
| 東京国際フォーラム Tokyo International Forum               | ウエイトリフティング                                                                         | パワーリフティング                | 5,000    |
| 国技館 Kokugikan Arena                                     | ボクシング                                                                                   | -                                 | 7,300    |
| 馬事公苑 Equestrian Park                                   | 馬術                                                                                         | 馬術                              | 9,300    |
| 武蔵野の森総合スポーツプラザ Musashino Forest Sports Plaza | 近代五種（水泳、フェンシングランキングラウンド、フェンシングボーナスラウンド）、バドミントン | 車いすバスケットボール            | 7,200    |
| 東京スタジアム Tokyo Stadium                               | サッカー、近代五種（馬術、レーザーラン）、ラグビー                                           | -                                 | 48,000   |
| 武蔵野の森公園 Musashinonomori Park                        | 自転車競技（ロードスタート）                                                                 | -                                 |          |

### 東京ベイゾーン
東京ベイゾーンの施設は主に埋立地に立地し、液状化対策がなされている。
| 競技会場                                                     | 既存／ 恒久・仮設 | 競技                                                 | 競技                           | 収容人数                       |
| 競技会場                                                     | 既存／ 恒久・仮設 | オリンピック                                         | パラリンピック                 | 収容人数                       |
| ------------------------------------------------------------ | ----------------- | ---------------------------------------------------- | ------------------------------ | ------------------------------ |
| 有明アリーナ Ariake Arena                                    | 恒久              | バレーボール                                         | 車いすバスケットボール（決勝） | 15,000                         |
| 有明体操競技場 Ariake Gymnastics Centre                      | 仮設              | 体操（体操競技、新体操、トランポリン）               | ボッチャ                       | 12,000                         |
| 有明アーバンスポーツパーク Ariake Urban Sports Park          | 仮設              | 自転車競技 (BMX)、スケートボード                     |                                | 5,000 (BMX) 7,000 (SB)         |
| 有明テニスの森 Ariake Tennis Park                            | 既存              | テニス                                               | 車いすテニス                   | 19,900 (OG) 19,400 (PG)        |
| お台場海浜公園 Odaiba Marine Park                            | 仮設              | トライアスロン、競泳（オープンウォータースイミング） | トライアスロン                 | 5,500                          |
| 潮風公園 Shiokaze Park                                       | 仮設              | ビーチバレーボール                                   | -                              | 12,000                         |
| 青海アーバンスポーツパーク Aomi Urban Sports Park            | 仮設              | バスケットボール（3x3）、スポーツクライミング        | ブラインドサッカー             | 7,100(3x3) 8,400(SC) 4,300(PG) |
| 大井ホッケー競技場 Oi Hockey Stadium                         | 恒久              | ホッケー                                             | -                              | 15,000                         |
| 海の森クロスカントリーコース Sea Forest Cross-Country Course | 仮設              | 馬術（総合馬術・クロスカントリー）                   | -                              | 16,000                         |
| 海の森水上競技場 Sea Forest Waterway                         | 恒久              | カヌー（スプリント）、ボート                         | カヌー、ボート                 | 14,000                         |
| カヌー・スラロームセンター Kasai Canoe Slalom Centre         | 恒久              | カヌー（スラローム）                                 | -                              | 12,000                         |
| 夢の島公園アーチェリー場 Yumenoshima Park Archery Field      | 恒久              | アーチェリー                                         | アーチェリー                   | 7,000                          |
| 東京アクアティクスセンター Tokyo Aquatics Centre             | 恒久              | 飛込、競泳、アーティスティックスイミング             | 競泳                           | 15,000                         |
| 東京辰巳国際水泳場 Tatsumi Water Polo Centre                 | 既存              | 水球                                                 | -                              | 4,700                          |
| 幕張メッセAホール Makuhari Messe Hall A                      | 既存              | テコンドー、レスリング                               | シッティングバレーボール       | 10,000                         |
| 幕張メッセBホール Makuhari Messe Hall B                      | 既存              | フェンシング                                         | テコンドー、車いすフェンシング | 8,000 (OG) 7,000 (PG)          |
| 幕張メッセCホール Makuhari Messe Hall C                      | 既存              | -                                                    | ゴールボール                   | 5,500                          |

### ゾーン外
| 競技会場                                             | 所在地             | 競技                                                    | 競技                   | 収容人数 |
| 競技会場                                             | 所在地             | オリンピック                                            | パラリンピック         | 収容人数 |
| ---------------------------------------------------- | ------------------ | ------------------------------------------------------- | ---------------------- | -------- |
| 札幌大通公園 Sapporo Odori Park                      | 北海道札幌市       | 陸上競技（マラソン、競歩）                              | -                      |          |
| 釣ヶ崎海岸サーフィンビーチ Tsurigasaki Surfing Beach | 千葉県長生郡一宮町 | サーフィン                                              | -                      | 6,000    |
| さいたまスーパーアリーナ Saitama Super Arena         | 埼玉県さいたま市   | バスケットボール（5人制）                               | -                      | 19,000   |
| 陸上自衛隊朝霞訓練場 Asaka Shooting Range            | 埼玉県新座市       | 射撃                                                    | 射撃                   | 4,600    |
| 霞ヶ関カンツリー倶楽部 Kasumigaseki Country Club     | 埼玉県川越市       | ゴルフ                                                  | -                      | 25,000   |
| 江の島ヨットハーバー Enoshima Yacht Harbour          | 神奈川県藤沢市     | セーリング                                              | -                      | 3,600    |
| 伊豆ベロドローム Izu Velodrome                       | 静岡県伊豆市       | 自転車競技（トラック）                                  | 自転車競技（トラック） | 3,600    |
| 伊豆MTBコース Izu MTB Course                         | 静岡県伊豆市       | 自転車競技（マウンテンバイク）                          | -                      | 11,500   |
| 富士スピードウェイ Fuji International Speedway       | 静岡県駿東郡小山町 | 自転車競技（ロードゴール 、ロード個人タイムトライアル） | 自転車競技（ロード）   | 22,000   |
| 福島あづま球場 Fukushima Azuma Baseball Stadium      | 福島県福島市       | 野球・ソフトボール                                      | -                      | 14,300   |
| 横浜スタジアム Yokohama Baseball Stadium             | 神奈川県横浜市     | 野球・ソフトボール                                      | -                      | 35,000   |

### サッカー競技場
| 競技会場                                          | 所在地             | 収容人数 |
| ------------------------------------------------- | ------------------ | -------- |
| オリンピックスタジアム Olympic Stadium            | 新宿区             | 68,000   |
| 東京スタジアム Tokyo Stadium                      | 東京都調布市       | 48,000   |
| 札幌ドーム Sapporo Dome                           | 北海道札幌市       | 41,000   |
| 宮城スタジアム Miyagi Stadium                     | 宮城県宮城郡利府町 | 49,000   |
| 茨城カシマスタジアム Ibaraki Kashima Stadium      | 茨城県鹿嶋市       | 40,000   |
| 埼玉スタジアム2002 Saitama Stadium                | 埼玉県さいたま市   | 64,000   |
| 横浜国際総合競技場 International Stadium Yokohama | 神奈川県横浜市     | 72,000   |

## 選手村

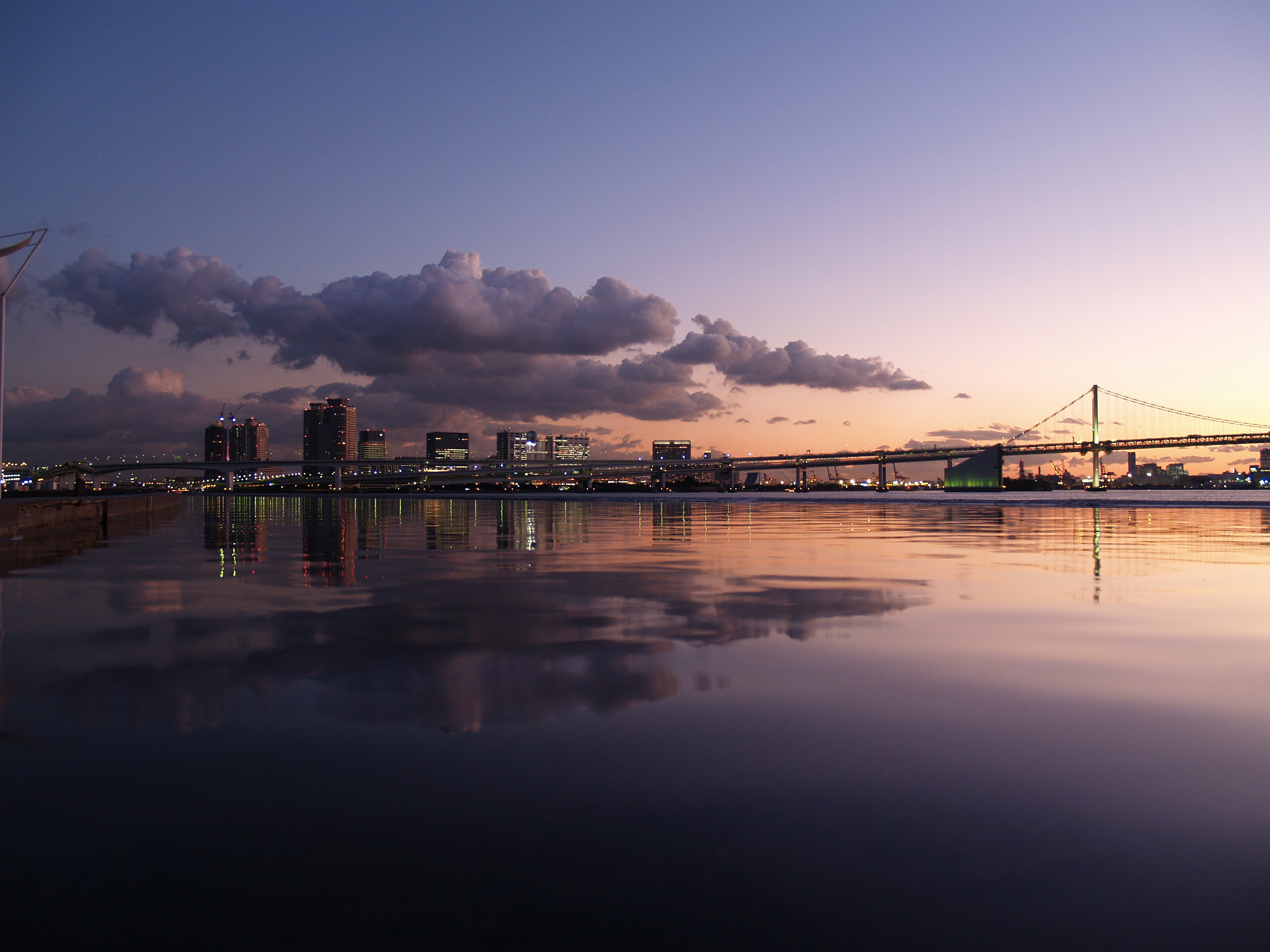
晴海からの展望

東京都中央区晴海に、選手や大会関係者を最大1万8000人収容する選手村が建設された。直近の大会と比較して、コンパクトで村内移動が短く、銀座から約2キロメートルと都心に近いのが特徴である。レインボーブリッジをはじめ東京湾が望める晴海客船ターミナルの隣接地で、都心のヘリテッジゾーンと海辺の東京ベイゾーンの結節点に位置する。緑に親しめる憩いの場として、晴海ふ頭公園と晴海緑道公園が整備された。
チームの歓迎式典などが行われるビレッジプラザには、全国の自治体から提供を受けた約1300立方メートルの国産木材が用いられた。木材は大会後に自治体に戻され、ベンチなどに再利用される。

## アジェンダ2020と会場変更
2014年12月の国際オリンピック委員会（IOC）臨時総会において、オリンピックの中長期改革案『オリンピック・アジェンダ2020』が承認された。開催都市の負担軽減のため一部の競技を国内外問わず他都市で開催することが認められ、東京大会でもいくつかの競技で会場計画が変更された。

### 会場の変更と決定
- 2014年6月27日 - IOCのコーツ調整委員長は、ラグビーの日程が招致段階（2日間）から延びる場合、会場変更（当初は新国立競技場を予定）を含めた検討が必要との認識を示した[12]。
- 2014年11月 - IOCのコーツ調整委員長は、バスケットボールの1次リーグを「ほかの都市や地方でやることもあり得る」と述べた[13]。翌2015年、2月のIOC理事会にて、バスケットボール、馬術、カヌー・スラロームの3会場の変更を承認[14]。
- 2015年2月28日 - 戸田ボートコース監督会が海の森公園から戸田市・彩湖への変更意見書を作成[15]。
- 2015年6月 - IOC理事会にて、未決定だった8競技の会場が正式決定。自転車とサッカー以外の26競技の会場が決まった[16]。自転車競技のうち仮設施設を建設する予定であったトラックレース（有明ベロドローム）とマウンテンバイク（海の森マウンテンバイクコース）について、既設の伊豆ベロドロームと日本サイクルスポーツセンターに変更することが検討され、当初は国際自転車競技連盟との交渉が難航していたものの[17]、12月に変更が承認された[18]。
- 2016年12月7日 - IOC理事会において、追加種目（5競技18種目）の競技会場が決定[19]。
- 2017年 - 6月に正式競技の種目構成がIOC理事会で決定された。12月のIOC理事会にて、バスケットボール3x3が青海アーバンスポーツ会場、自転車BMXフリースタイルが有明BMXコースと会場が決定。スケートボードの会場が2016年12月7日にIOC理事会で承認を受けた青海アーバンスポーツ会場から有明BMXコースへの変更が決定[20]。
- 2018年10月23日 - TOCOG第28回理事会にて、競技会場の大会時に使用する名称をIOCの承認を得て正式決定[21]。以下の8施設を名称変更[22][23][24]。
  - 新国立競技場 → オリンピックスタジアム
  - 有明BMXコース → 有明アーバンスポーツパーク
  - 青海アーバンスポーツ会場 → 青海アーバンスポーツパーク
  - カヌー・スラローム会場 → カヌー・スラロームセンター
  - アーチェリー会場（夢の島公園） → 夢の島公園アーチェリー場
  - オリンピックアクアティクスセンター → 東京アクアティクスセンター
  - 釣ヶ崎海岸サーフィン会場 → 釣ヶ崎海岸サーフィンビーチ
  - 伊豆マウンテンバイクコース → 伊豆MTBコース

### 東日本大震災の被災地
東京五輪・パラリンピック期間は被災3県を含む東北地方各地で夏祭りが実施される時期（参照）であり、例年交通機関や宿泊施設が混雑するが、東北地方太平洋沖地震（東日本大震災）から9年となる2020年に「復興の舞台」として被災地の人々を勇気づけ、世界に復興をアピールするため、招致段階で宮城スタジアムがサッカーの会場として選ばれていた。茨城カシマスタジアムは当初の計画では会場となっていなかったが、会場追加の要望を受けた結果、被災地の一つであることも考慮され会場に決定した。
野球・ソフトボール競技のサブ会場として福島あづま球場が選ばれた。

### マラソンと競歩の札幌開催

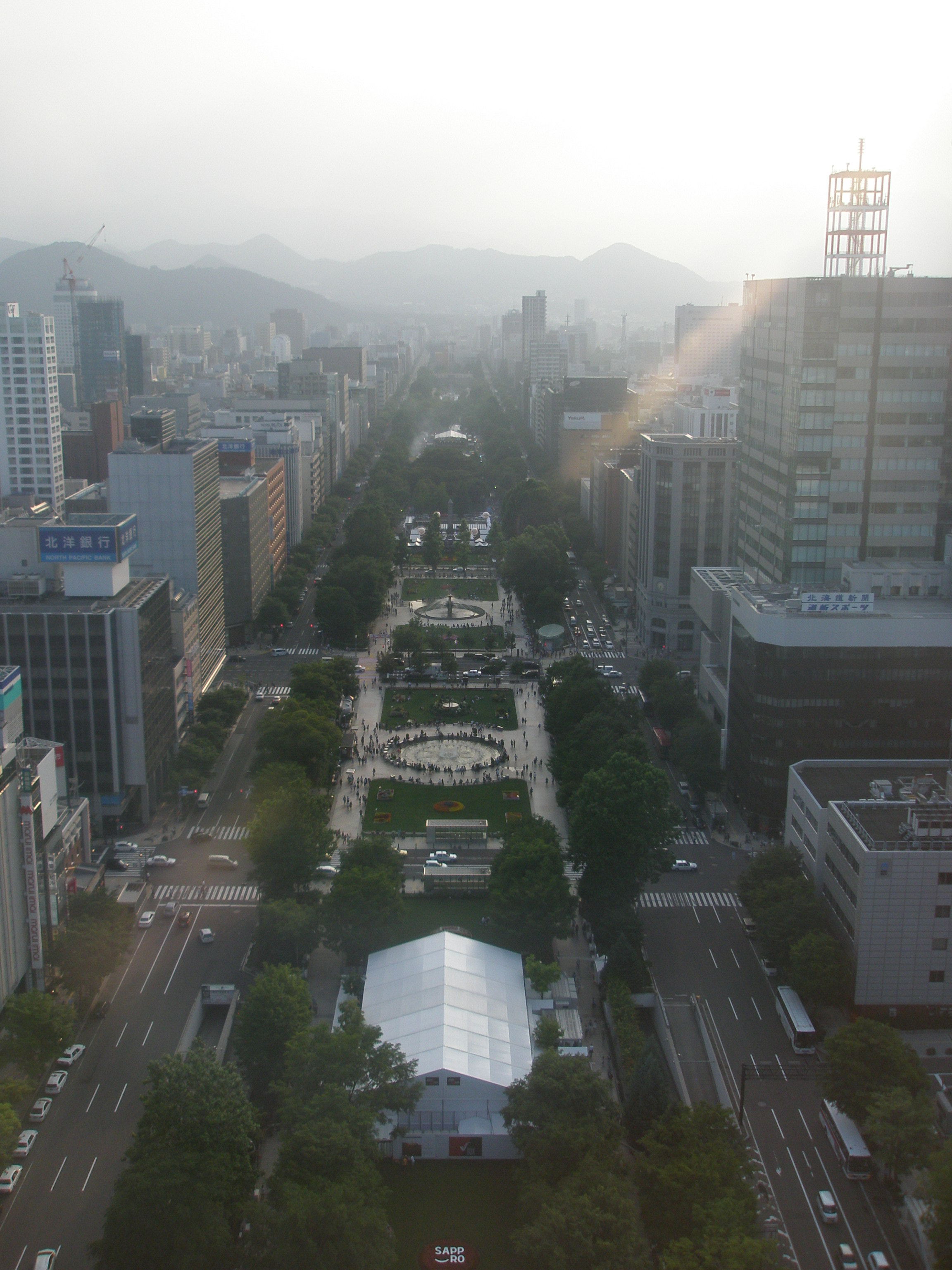
夏の札幌大通公園

オリンピックのマラソンと競歩について、IOCが2019年10月、東京の暑さによる影響を懸念し、期間中の気温が5-6度低い北海道札幌市への会場変更を唐突に提案。その後、IOCと東京都、大会組織委員会、政府による4者協議で「合意なき決定」として受け入れられ、札幌開催が決定した。パラリンピックのマラソンは、計画通り東京で実施される。
- 2019年9月末から10月初めにドーハで行われた2019年世界陸上競技選手権大会のマラソンと競歩の際、急激な気温上昇のため夜間に競技時間を変更する処置がとられたにもかかわらず途中棄権者が続発した。かねて懸念されていたこれら種目の東京での開催にIOC内で危機感が高まる[6]。
- 2019年10月11日、IOCから東京オリンピック・パラリンピック競技大会組織委員会（以下、組織委）会長の森喜朗に、オリンピック陸上競技のマラソンと競歩について、猛暑を懸念し選手の体調を気温から守るため開催地を札幌に移すことを検討したい、と相談が入る。
- 2019年10月15日、都知事の小池百合子に札幌移転案が組織委事務総長の武藤敏郎から伝えられる。これより前に都議で自民党都連幹事長の高島直樹には伝えられていた[28]。
- 2019年10月16日、IOCが札幌市に移すことを検討していると発表[29][30]。翌17日、組織委会長の森の合意を取った、IOC会長のトーマス・バッハは国内オリンピック委員会連合総会で札幌移転を決めたと発言。森は東京都及びJOCの意向を無視する形で合意したため、都知事の小池は森に直接不満をぶつけて混乱が起きた[31]。森は、東京都が合意していないことはIOCに伝えてある、と述べている[32]。
- 2019年11月1日、東京で開催されたIOC、組織委、東京都、日本政府、4者での調整委員会で札幌移転が最終決定。小池はこれを、IOCの決定は妨げないが合意なき決定である、とした。東京都はオリンピック開催までもう時間がなく、やむをえず同意に踏み切ったことを明らかにしている[33]。

## その他
- 仮設施設を東京2020組織委員会が、恒久施設を都・国が、整備する役割（予算）分担となってきた。しかし「立候補段階に、おおざっぱに決められたもので、今となってはどういう理由でそうなったのか分からない」と、組織委会長の森喜朗は2016年3月24日の理事会で語り、「東京都がまず会場を用意するのが第一義」と、今後の分担見直しの必要性を訴えた[34]。
- 2020年東京オリンピックの会場整備の影響で、2018年-2020年には、東京国際展示場、幕張メッセの大型展示施設や有明テニスの森公園、日本武道館などで利用制限が掛かっており、いくつかの大型イベント（サマーソニック、東京モーターショー、2018年東レ パン・パシフィック・オープン・テニストーナメント、2019年全日本剣道選手権大会、2019年全日本空手道選手権大会、2020年全日本柔道選手権大会等）は他の会場で実施するか、会場を分散させて実施されるか、中止となる。